# Circana
Circana ist ein US-amerikanisches Marktforschungsinstitut mit Hauptsitz in Chicago. Das Unternehmen entstand 2023 aus dem Zusammenschluss der NPD Group und IRI (Information Resources, Inc.).

## Geschichte
Im April 2022 wurde die Fusion beider Unternehmen öffentlich. Treibende Kraft hinter der Fusion war die Private-Equity-Gesellschaft Hellman & Friedman, die bereits 2021 die NPD Group übernahm und im April 2022 auch IRI kaufte. Nach dem Zusammenschluss beider Unternehmen im August 2022 wurde am 7. März 2023 der neue Name Circana des Gemeinschaftsunternehmens bekannt gegeben. Hinter The Nielsen Company, IQVIA, Gartner Inc. und der Kantar Group zählt Circana zu den größten Marktforschungsunternehmen der Welt.